# 科奇科尔区
科奇科尔区是吉尔吉斯斯坦納倫州下辖的一个区。该区治所位于科奇科尔。该区面积为5,868平方（2,266平方英里），2009年常住人口为58,267人。